# Катастрофа бронзової доби

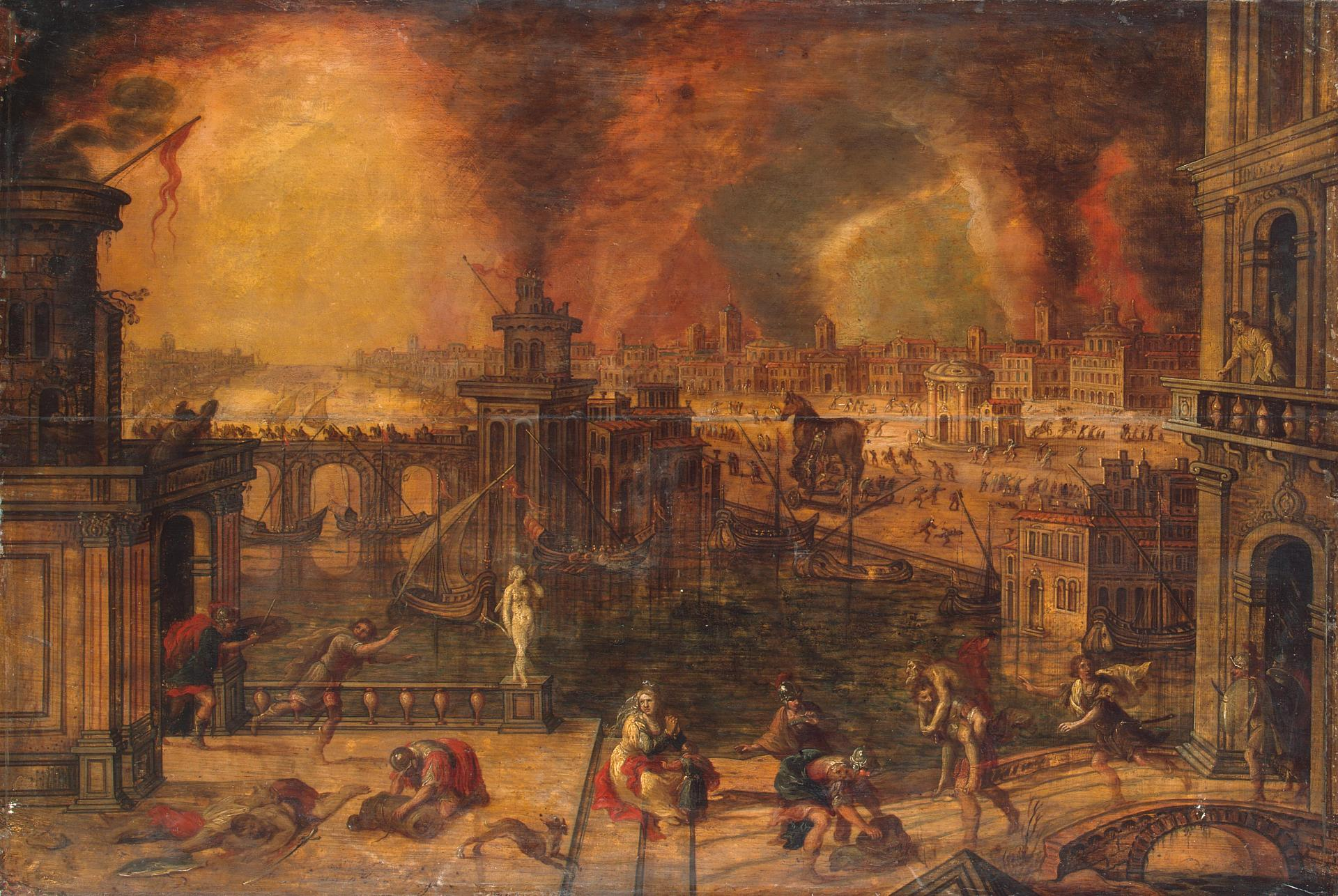
Падіння Трої

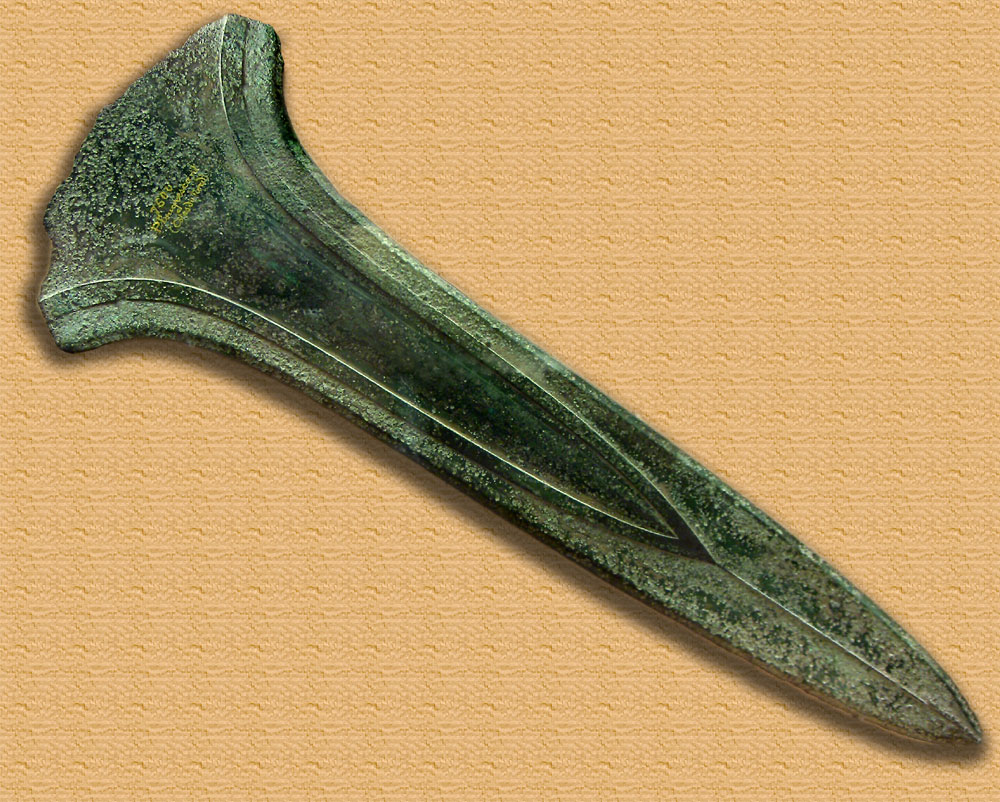
Бронзовий меч, IX ст. до н. е.(?)

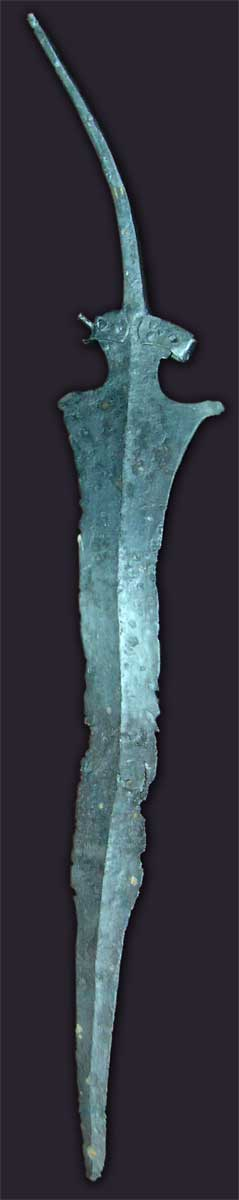
Залізний меч, IV ст до н. е.

Катастро́фа бро́нзової доби́ або бронзовий колапс (англ. Bronze Age collapse) — термін, яким археологи та історики позначають перехід від бронзової до залізної доби в регіоні Близького Сходу та Східного Середземномор'я.
Перехід з одної епохи в іншу був пов'язаний з катастрофічними змінами в суспільному устрої, втратою багатьох традицій, писемності, руйнуванням всіх великих держав і багатьох міст того часу. На теренах стародавнього світу настає період  темних віків (у Греції період відомий як «Грецькі темні століття»).
У період 1206-1150 до н. е. руйнація Мікенської цивілізації, Хетського царства в Анатолії та Сирії і кінець домінування Єгипетської імперії в Сирії та Ханаані призвели до згасання торгових шляхів та зниження грамотності (через що зникли мікенська лінійна та лувійська писемності). На першому етапі цього періоду майже кожне місто між Троєю і Газою було зруйноване і часто після цього більше не було населене: так, були занедбані Хаттуса, Мікени, Угарит.
Криза завершилася поступовим закінченням темних століть, а також піднесенням Ізраїльсько-Юдейського царства, сирійсько-хетських арамейських царств середини Х ст. до н.е. та Новоассирійської імперії.

## Регіональні ознаки

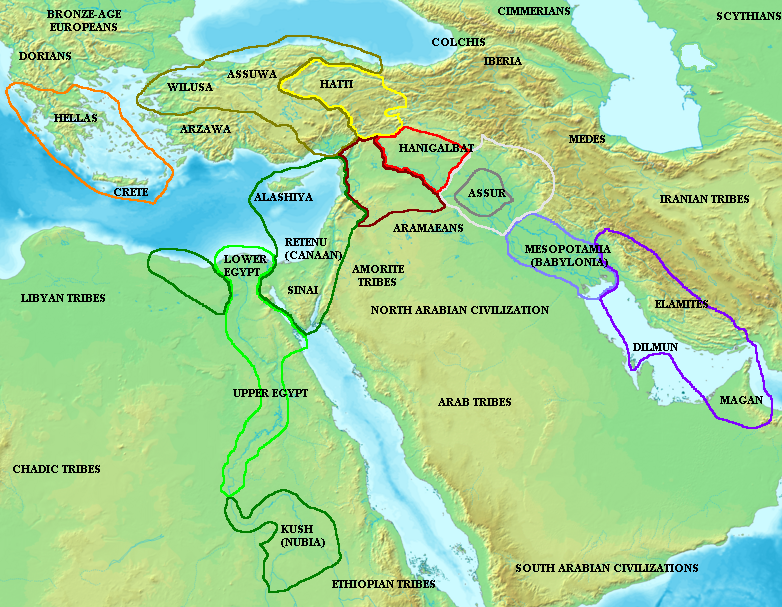
Карта Східного Середземномор'я в Амарнський період (бл. XIV–XII ст. до н. е.)

### Анатолія

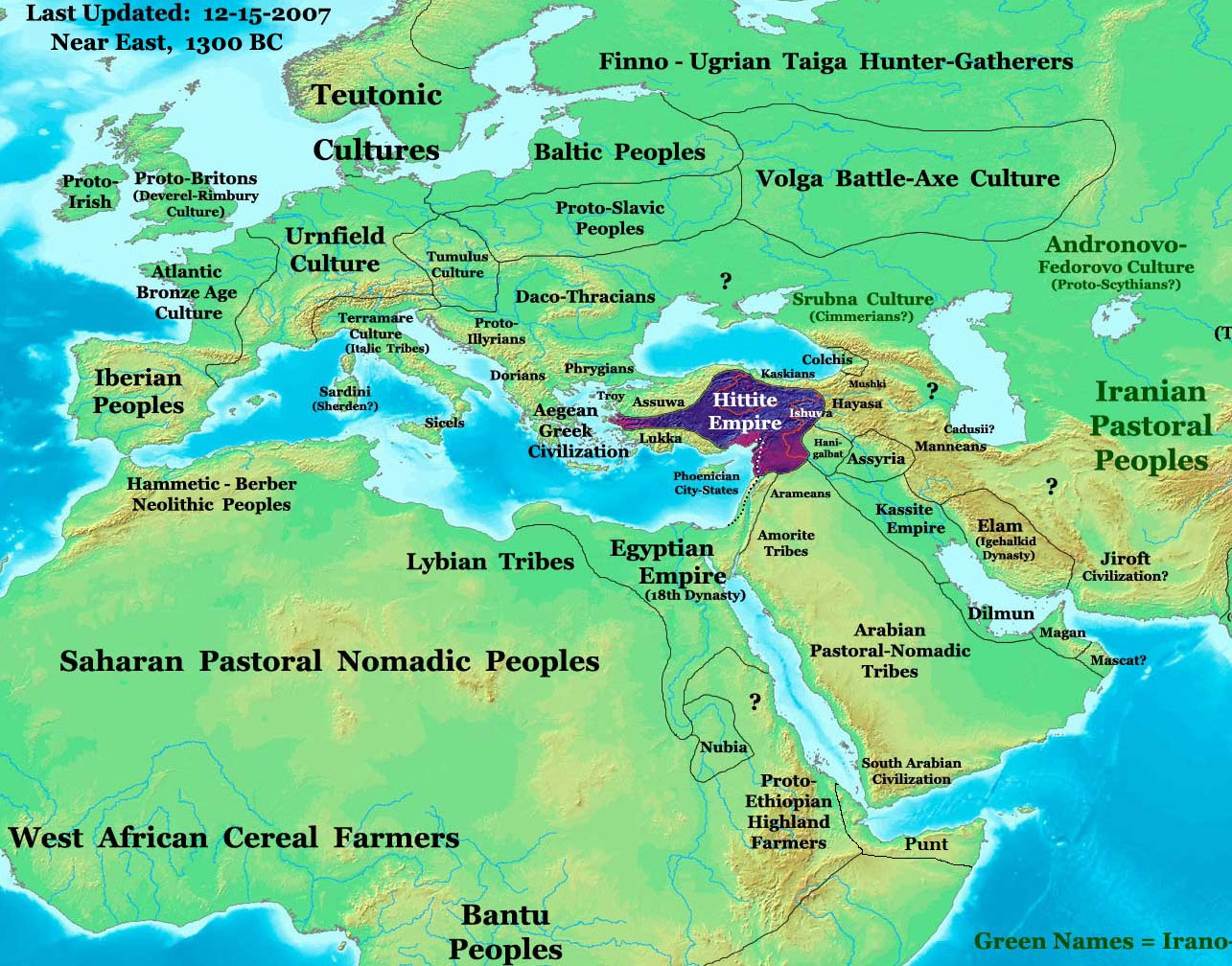
Хетська імперія близько 1300 р. до Р. Х.

До катастрофи бронзової доби в Анатолії домінувала низка народів різного етнолінгвістичного походження, а саме: семітськомовні ассирійці і амореї, хурро-урартомовні хурити, каски і хатти, а також пізніше прибулі індо-європейські народи, такі як лувійці, хети, мітанні та мікенці.
З XVI століття до нашої ери мітанні, меншість що мігрувала та розмовляла індоарійською мовою, утворила правлячий клас над хурритами. 
Подібним чином індоєвропейськомовні хети поглинули хаттів 
 
народ, що розмовляв мовою, яка, можливо, належала до неіндоєвропейських північнокавказьких мов або була мовним ізолятом. 
Кожне анатолійське (хетське) місто, окрім ассирійських регіонів на південному сході та регіонів у східній, центральній та південній Анатолії під контролем могутньої Середньоассирійської імперії (1392–1050), що була могутньою під час пізньої бронзової доби, має шар руйнувань, і в цих регіонах цивілізація не відновилася до рівня ассирійців і хеттів ще приблизно тисячу років. Хетти вже були ослаблені низкою військових поразок і анексією їхньої території Середньоассірійською імперією, яка вже знищила імперію Хурритів-Мітанні. 
Спочатку вважалося, що тоді вони зазнали перевороту, коли Хаттуса, хетська столиця, була спалена — можливо, касками, які здавна жили на південних берегах Чорного моря, за допомогою прибулих індоєвропейськомовних фрігійців. 
Однак Юрген Зегер, колишній провідний археолог Хаттуси, продемонстрував, що місто не було повністю зруйноване під час одного катастрофічного нападу. 
 
Він стверджує, що:
 1) «горизонту» горіння немає, лише певна кількість згорілих руїн, дата знищення яких не встановлена; 2) здебільшого ці згорілі руїни не містили знахідок, що свідчить про те, що вони згоріли лише після того, як втратили свою функцію та були очищені від артефактів; 3) спустошення, ймовірно, здійснювали мешканці міста – адже ворог, який атакує місто, не спустошує будівлі фактично до останнього горщика, перш ніж підпалити їх; 4) згоріли лише службові будівлі – храми, палацові будівлі – а житлові квартали залишилися неушкодженими; це теж є аргументом проти нападу ззовні. 
Караоглан , поблизу сучасної Анкари, був спалений, на вулицях залишалися непоховані тіла.

Багато інших місць, які не були знищені, були покинуті.

Троя руйнувалася як мінімум двічі, перш ніж її остаточно закинули вже до настання римської епохи.
Фригійці прибули, ймовірно, через Босфор або через Кавказькі гори в XIII столітті, 
. 
Інші групи індоєвропейських народів прийшли слідом за фригійцями в регіон, а саме дорійці та лідійці, а через певен час після катастрофи бронзової доби також з’явилися кіммерійці та іраномовні скіфи. 
Семітськомовні арамеї та картвельсько-мовні колхи, а також відроджені хурритські держави, зокрема Урарту, Наїрі та Шупрія, також з'явились після катастрофи в Анатолії та Закавказзі. 
Ассирійці продовжили свою політику, завойовуючи нові народи та держави, з якими вони контактували, як це було з попередніми державами регіону. Однак у другій половині XI століття до Р.Х. Ассирія поступово відійшла з більшої частини регіону на деякий час, хоча іноді вона продовжувала військові походи, щоб захистити свої кордони та зберегти торговельні шляхи відкритими, доки не настав новий енергійний період експансії наприкінці X століття до Р.Х.
Ці міста в Анатолії мають свідчення катастрофи бронзової доби :
- Троя
- Мілет
- Хаттуса
- Мерсін
- Тархунтасса[en]

### Кіпр
Катастрофа відокремлює пізньокіпрський період II (LCII) від наступного періоду LCIII, при цьому такі міста, як Енком, Китіон і Сінда, були розграбовані та спалені, іноді двічі, перш ніж їх остаточно покинули. Низка менших міст також виявилися покинутими, хоча і не зазнали руйнувань. Коккінокремос був недовго існуючим поселенням, де наявність численних скарбів металевих предметів вказує на те, що їх власники так і не повернулися за майном, будучи вбитими або захопленими в рабство.

### Сирія
В археологічних шарах Сирії пізньої бронзової доби видно сліди торгових зв'язків з Єгиптом і Егейським регіоном. За даними розкопок Угарита, масові руйнування сталися після правління Мернептаха і навіть після падіння першого міністра Бая. Листи на глиняних табличках, обпалених в полум'ї пожежі зруйнованого міста, повідомляють про напади з моря, а в листі з Аласія (стародавній Кіпр) говориться про міста, вже зруйновані до того часу нападниками з моря. У листі також йдеться про відсутність угаритського флоту, зайнятого патрулюванням узбережжя.

### Левант
З часів правління Хоремхеба все більшу загрозу для Єгипту представляли кочівники-шасу. Рамсес II мало не зазнав поразки в битві при Кадеші, незабаром повів війну проти них, переслідуючи їх до Моава, де він заснував фортецю. Шасу представляли собою проблему, особливо під часи правління Мернептаха, коли вони погрожували «Дорозі Хора» на північ від Гази. Є дані, що м. Дейр-Алла (Суккот) було зруйновано після смерті цариці Таусерт. Зруйноване місто Лахіш було на короткий час знову зайнято тимчасовими переселенцями і єгипетським гарнізоном за часів Рамсеса III. Усі міські центри вздовж приморської Дороги Хора — Газа, Ашдод, Ашкелон, Акко і Яффа — були зруйновані і не заселялися знову протягом до тридцяти років. На материку були зруйновані міста Хацор, Вефиль, Бейт-Шемеш, Еглоніл, Дебір тощо.

### Греція: від палацових держав мікенського періоду до дорійців
Жоден з палаців мікенського періоду не пережив бронзової катастрофи. Найбільших руйнувань зазнали палаци та укріплені поселення. До 90 % невеликих поселень на Пелопоннесі були занедбані, є свідчення різкого зниження чисельності населення. З кінцем бронзової доби наступають Грецькі темні століття, що тривали понад 400 років. Деякі міста, як Афіни, продовжили існування, проте їх значення звузилося до локального, торгівельні зв'язки різко скоротилися, впав культурний рівень. Новий підйом відбувся лише за часів геометричної кераміки.
На Криті населення рятувалося від набігів з моря у високогірних притулках, таких, як Карфі, вкрай незручних для життя в звичайних умовах.

### Месопотамія
Були зруйновані міста Норсунтепе, Емар і Кархеміш. Ассирійці змогли відбитися від вторгнення мушків за часів правління Тіглатпаласара I. Із поширенням впливу «ахламму» (арамейців) Вавилон і Ассирія майже не контролювали свої території за межами міських стін. Вавилон було розграбовано еламітами на чолі з Шутрук-Наххунте, і він втратив контроль над долиною Діяла.

### Єгипет
Вистоявши перед низкою зовнішніх загроз, Єгипетська імперія все ж загинула в середині XII століття до Р. Х. (При правлінні Рамзеса VI). До цього, за повідомленнями стели Мернептаха , на Єгипет нападали «народи моря», що прийшли через Лівію, до складу яких входили ахейці, сикули(?) , лікійці(?), шердани, сардинці(?) та тирси, а також пережив повстання в Ханаані у містах Ашкелон і Еноам та повстання народу Ізраїлю. Під час правління Рамзеса III стався новий напад «народів моря», в якому брали участь філістимляни (пеласги?), чекер (тевкри?), шердани і данайці.

### Висновок
Роберт Дрюс (Robert Drews) описує «бронзовий колапс» як «найбільшу катастрофу в стародавній історії, навіть ще жахливішу ніж падіння Західної Римської імперії», цитуючи при цьому Ф. Броделя, на думку якого культури Східного Середземномор'я повернулися майже до того, з чого вони починали («нульового рівня»). Ряд античних авторів писали про час до катастрофи як про втрачену «золоту добу». Приміром, Гесіод пише про епохи Золотої, Срібної та Мідної доби, відокремлених від сучасної жорстокої Залізної доби, Добою героїв.

## Можливі причини катастрофи

### Тектонічна активність
Як потенційний стимул катастрофи розглядалося збільшення тектонічної активності в зазначений час, зокрема, надпотужне виверження вулкана Гекла 3, яке датувалося 1159 до н. е.. Інші археологи відносять це виверження до пізнішого часу. Амос Нур вважав, що стимулом був землетрус магнітудою 6,5 за шкалою Ріхтера в Середземномор'ї.

### Міграції і набіги
Екрем Акургал, Густав Леманн і Фріц Шахермайр, спираючись на ідеї Гастона Масперо і на знахідки великої кількості мечів типу Naue II, що походять з півдня Східної Європи, а також єгипетські та угаритські згадки про нашестя «народів моря», вважають саме міграції основною причиною катастрофи. У той же час, записані лінійним письмом B документи Мікенського царства, що відносять до періоду безпосередньо перед крахом, свідчать про зростання піратства та набігів для захоплення рабів, особливо з узбережжя Анатолії. Незабаром після правління Рамзеса II споруджено єгипетські фортеці уздовж узбережжя Лівії для протидії морським набігам.
Ця теорія підкріплюється тим фактом, що час катастрофи збігається з появою в регіоні багатьох нових етнічних груп індоєвропейських племен, таких як фригійці, прото-вірмени (Урарту), мідійці, перси, кімерійці, лідійці та скіфи, а також колхи та сармати.
Остаточними причинами цих переселень можуть бути посухи, нововведення у військовій справі/зброї, землетрус або інші стихійні лиха, а це означає, що теорія переселення не обов'язково несумісна з іншими теоріями, згаданими тут.

### Обробка заліза
Леонард Палмер припустив: через те, що залізо в природі зустрічається частіше ніж складові бронзи (мідь та олово), це дозволило озброювати більшу кількість війська, яке могло здолати менш численні армії, які використовують бронзову зброю і колісниці, хоча зброя із заліза, на той час, була гіршої якості. Цей аргумент, проте, з часом розкритикували, оскільки було встановлено, що остаточний перехід до заліза стався вже після бронзового колапсу. Можливо, роль зіграв фактор розриву торгівлі на далекі відстані в результаті системної кризи, через що припинилася або істотно знизилася поставка олова, що, в свою чергу, зробило неможливим виробництво бронзи.

### Посуха
Гарві Вайс, професор близькосхідної археології з Єльського університету, спираючись на індекс посух Палмера для 35 точок у Греції, Туреччині і на Близькому Сході, прийшов до висновку, що одним зі стимулів колапсу була тривала посуха, яка погіршила соціально-економічне становище великого регіону, привела до війн і міграції. Пізніше Брайан Фейган висловив думку, що атлантичні шторми в середині зими на північ від Піренеїв і Альп приносили вологіший клімат в Центральну Європу, і одночасно посушливий — в Східне Середземномор'я, що і стало поштовхом до колапсу бронзової доби.

### Зміна у веденні війни
Роберт Дрюс вважає, що поява масової піхоти, що використала нові види озброєння та зброї типу литих (а не кованих) наконечників списів і довгих мечів — колючо-рубаючої зброї (меч типу Naue Type II з'явився в східних Альпах і Карпатах близько 1200 до н. е., швидко розповсюдився і став єдиним видом меча в XI ст. до н. е.; бронза замінена залізом без істотної зміни дизайну) і дротиків, а також поява бронзових ливарних майстерень, дають підставу припускати, що «масове виробництво бронзових артефактів несподівано набуло великого значення в Егейському регіоні». Наприклад, Гомер використовує слово «списи» як синонім слова «воїн», що говорить про зростання значенні списів у війні. Така нова зброя, якою користувалися прото-гопліти, здатні відбивати масовані атаки колісниць, що могло дестабілізувати держави, де армії були засновані на використанні колісниць правлячим класом, і сприяти різкому соціальному колапсу, коли така піхота стала робити набіги на стародавні міста.

### Системний колапс
У конкретному контексті Близького Сходу, цілий ряд факторів — у тому числі зростання населення, деградація ґрунтів, посухи, лиття бронзової зброї і технології з виробництво чавуну — міг в поєднанні з відносно невеликою ціною зброї (у порівнянні з ціною орної землі), можливо, сприяти катастрофі.